# Delta1 Lyrae
Delta1 Lyrae (ζ1 Lyrae, förkortat Delta1 Lyr, ζ1 Lyr) som är stjärnans Bayerbeteckning, är en dubbelstjärna belägen i den mellersta delen av stjärnbilden Lyran. Den har en skenbar magnitud på 5,56  och är svagt synlig för blotta ögat där ljusföroreningar ej förekommer. Baserat på parallaxmätning inom Hipparcosuppdraget på ca 3,3 mas, beräknas den befinna sig på ett avstånd av ca 990 ljusår (300 parsek) från solen.

## Egenskaper
Primärstjärnan Delta1 Lyrae A är en blå till vit stjärna i huvudserien av spektralklass B2.5 V. Den har en massa som är ca 8 gånger större än solens, en radie som är ca 4,4 gånger större än solens radie och utsänder från dess fotosfär ca 840 gånger mer energi än solen vid en effektiv temperatur på ca 20 400 K.
Delta1 Lyrae är en spektroskopisk dubbelstjärna vilket betyder att separationen mellan stjärnorna är mycket liten och deras omloppshastighet är mycket hög med en omloppsperiod av ca 88 dygn.